# 手嶋豊
手嶋 豊（てじま ゆたか、1959年 - ）は、日本の法学者。神戸大学教授。

## 人物
専門は民法、医事法。
民法の分野で公表された研究成果は、不法行為法に関する判例評釈と、教科書の分担執筆に限られており、今後の積極的研究を志向している。
医事法の分野では、損害賠償と関連した判例評釈、主として読者層を医療関係者と想定した一般啓蒙的な書籍や教科書を執筆してきた。医事法では、その時点における法状況に関する情報を、簡潔かつ横断的に読者に示す入門書が十分に用意されていないという問題点が指摘されており、その空白状態を改善し、かつ自らの研究成果を社会に還元するためであった。もっとも、医療制度改革法案が公にされ、医療事故を予防する制度が構築される動きもあり、さらに、生殖補助医療を事実上規制していた周辺事情にも変化がみられること、医療過誤に関する新たな判例がその後も続いていることなど、執筆時点での社会状況が変化しつつあることを踏まえ、継続的改訂の必要性を認識している。

## 略歴
- 1959年 - 北海道に生まれる
- 1978年 - 東海高校卒業
- 1983年 - 早稲田大学法学部卒業
- 1985年 - 京都大学大学院法学研究科修士課程修了
- 1987年 - 龍谷大学法学部講師
- 1988年 - 龍谷大学法学部助教授
- 1989年 - 広島大学法学部助教授
- 1996年 - 筑波大学社会科学系助教授
- 1999年 - 神戸大学法学部教授
- 2000年 - 神戸大学大学院法学研究科教授

## 所属学会
- 日本私法学会
- 日米法学会
- 日本医事法学会
- 日本生命倫理学会

## 著作

### 単著
- 『医事法入門』(有斐閣，初版2005年、第2版2008年、第3版2011年)

### 共著
- （奥田昌道・潮見佳男編）『法学講義民法6 事務管理・不当利得・不法行為』(悠々社，2006年)
- （浦川道太郎・安原幸彦・宮澤潤・金井康雄編）『医療訴訟〔専門医療訴訟4〕』(民事法研究会，2010年)
- （甲斐克則(編)・位田隆一・丸山英二・白井泰子・鈴木利廣・岩志和一郎・城下裕二・辰井聡子・粟屋剛・本田まり・永水裕子・千葉華月・石川友佳子・神馬幸一・佐藤雄一郎・磯部哲・瀬戸山晃一・秋葉悦子）『レクチャー生命倫理と法』(法律文化社，2010年)
- 『慰謝料算定の理論』(ぎょうせい，2010年)
- 『確認医事法用語250』(成文堂，2010年)
- （甲斐克則(共編)）『医事法判例百選 [第3版]』（有斐閣，2022年）

## 公的活動
- 神戸学院大学法科大学院客員教授
- 京都女子大学非常勤講師
- 日本医事法学会理事、編集幹事
- 日本生命倫理学会評議員
- 大阪市立大学倫理委員会委員
- 西神戸医療センター倫理委員会委員